# Basket Barcellona
O Basket Barcellona é uma agremiação profissional de basquetebol situada na comuna de Barcellona Pozzo di Gotto, Sicília, Itália que disputa atualmente a Serie B.

## Jogadores Notáveis
| - Jevohn Shepherd (2014–15) - Troy Bell (2012–13) - Taurean Green (2012–13) - Joe Crispin (2010–11) - Michael Green (2011–12) - Mindaugas Lukauskis (2011–12) |